# Bionade
Bionade è un marchio tedesco di bevande analcoliche, fermentate, biologiche e gassate. Originalmente prodotta dal birrificio Peter del comune bavarese di Ostheim vor der Rhön, la Bionade entrò in commercio nel 1995 per poi diffondersi in molti altri paesi europei. Fino al 2018, la Bionade GmbH era una filiale di Raderberger, un gruppo di fabbriche di birra nonché divisione della Cameo. Oggi la Bionade fa parte del Gruppo Hassia.

## Storia
Dieter Leipold era il mastro birraio della Privatbrauerei Peter di Ostheim, un piccolo comune nel nord della Baviera, ed era imparentato con la famiglia Kowalsky, proprietaria del birrificio. Preoccupato per il futuro della società che rischiava di fallire, Liepold iniziò a produrre una bevanda analcolica fermentata ispirandosi alla ricetta della birra tedesca. La bevanda era esclusivamente a base di ingredienti naturali fra cui malto, acqua, zucchero ed estratti di frutta e non conteneva sciroppo di mais o altri additivi artificiali. Liepold dedicò otto anni di ricerche, giungendo a spendere 1,5 milioni di euro di Peter Kowalsky, il proprietario del birrificio, e fece isolare un ceppo di batteri in grado di convertire lo zucchero, che normalmente diventa alcool, in acido gluconico non alcolico, che usò per fermentare la nuova bevanda.
Bionade entrò in commercio nel 1995 e venne inizialmente promossa in vari centri benessere. Nel 1998 fu anche distribuita dalla Göttsche di Amburgo senza però ottenere significativi riscontri di pubblico.
Nel 1999, Kowalsky assunse l'esperto di marketing Wolfgang Blum che iniziò a promuovere la Bionade. Fu ideato un logo retrò blu, bianco e rosso, si decise di vendere la bevanda in bottiglie di vetro dal collo lungo e trasparenti (che sostituirono quelle precedenti in vetro marrone) simili a quelle delle bottiglie di birra. Questa nuova estetica permise alla Bionade di diventare un prodotto analcolico di tendenza fra i consumatori di birra di bar e di discoteche. Non potendo permettersi una campagna pubblicitaria televisiva o su stampa, la società decise di promuovere la Bionade in diversi bar e ristoranti di Amburgo frequentati da professionisti del marketing e della pubblicità. Furono inoltre effettuati altri tentativi di marketing virale in tutta la Germania, inclusi sponsorizzazioni per eventi sportivi, culturali e per bambini.
Fra il 2002 e il 2003, furono vendute due milioni di bottiglie di Bionade. Sebbene nello stesso periodo si fosse diffusa un'ondata di consapevolezza sanitaria in tutta la Germania (ad esempio, il 75% di tutti i tedeschi approvò il divieto di fumare nei bar) ciò non influì negativamente sui bilanci di vendita della Bionade, che è una bibita analcolica. Nel 2004 furono vendute sette milioni di bottiglie di Bionade, nel 2005 venti milioni, nel 2006 settantatré milioni, nel 2007 200 milioni.
Nel 2004, la Coca-Cola Company tentò di acquistare i diritti della bevanda e il marchio Bionade, ma il produttore rifiutò l'offerta dichiarando che aveva intenzione di ampliare l'influenza esercitata dalla sua azienda autonomamente. Nel 2006, la bevanda tedesca fu esportata in Svizzera, Austria e nei paesi del Benelux e, successivamente, in Scandinavia, Italia, Spagna, Portogallo e Irlanda. Nel 2007, la compagnia pianificò la promozione della bevanda analcolica negli USA.
Nel 2007, la Bionade fece la sua prima campagna pubblicitaria, usando lo slogan Bionade. Das offizielle Getränk einer besseren Welt ("Bionade. La bevanda ufficiale di un mondo migliore"). La bevanda divenne il simbolo del movimento no-global in occasione del trentatreesimo vertice del G8 presso Heiligendamm, (Meclemburgo-Pomerania Anteriore), il che diffuse lo stereotipo secondo cui gli attivisti contrari alla globalizzazione sarebbero consumatori di Bionade. La stessa azienda tenne una campagna pubblicitaria, comprendente spot pubblicitari, in quindici città tedesche in concomitanza con il G8.
Nel 2007, la Bionade iniziò a vendere la celebre bevanda in bottiglie di plastica e nei ristoranti McDonald's. Nel 2008 le vendite della Bionade diminuirono e nel 2011 l'azienda subì ulteriori perdite vendendo 60 milioni di bottiglie a causa dell'aumento dei prezzi nel mercato. La famiglia Kowalsky vendette parte della proprietà a Schindel-Holding e a Radeberger, che ne divennero gli unici proprietari dal 2012 fino al 2018. Dal 2018 la Bionade appartiene al gruppo Hassia (Hassia Gruppe).

## Caratteristiche

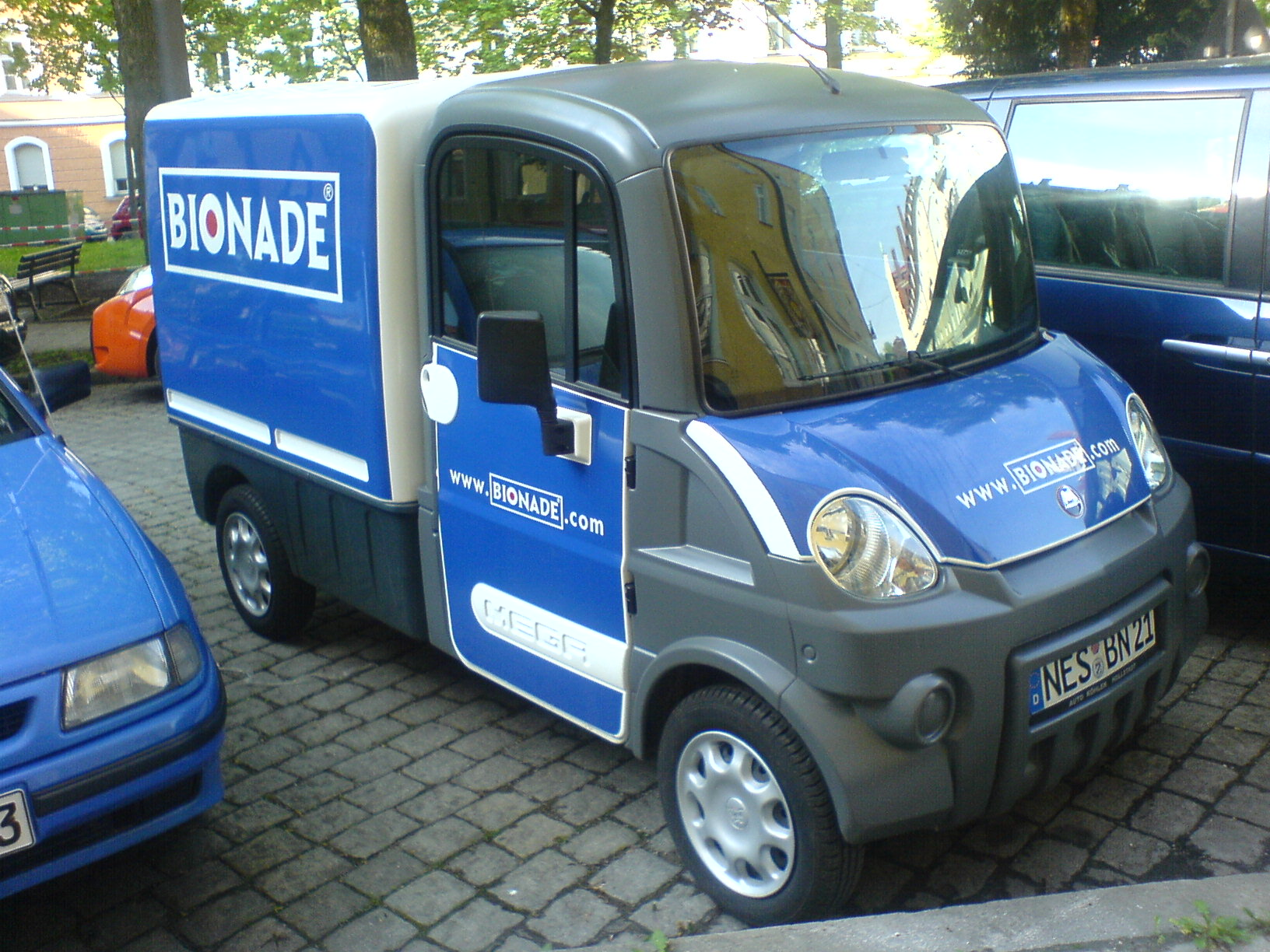
Veicolo con pubblicità della Bionade

Sebbene non abbia mai dichiarato quale processo chimico venga usato per preparare la Bionade, Leipold dichiara che l'acido gluconico rafforzerebbe il gusto dolce della bevanda, cosicché sia necessario mettervi meno zucchero. In seguito al processo di fermentazione, la bevanda viene preparata aggiungendo aromi naturali (fra cui sambuco, litchi, zenzero arancione, mela cotogna o erbe aromatiche) e sottoposta a carbonatazione.
In tutte le sue varianti, la Bionade contiene acqua, zucchero, malto d'orzo (2%), acido carbonico, carbonato di calcio e carbonato di magnesio. Le Bionade alle erbe e al litchi contengono anche aromi naturali. La Bionade al sambuco presenta inoltre succo di sambuco concentrato e aromi naturali, mentre quella al gusto di arancia e zenzero viene preparata usando lo zenzero e gli aromi naturali. Molti ingredienti usati per la fabbricazione della Bionade, fra cui lo zucchero, l'orzo e le bacche di sambuco, sono biologici.
I produttori della Bionade precisano che essa avrebbe il sapore di una bibita analcolica, ma che sarebbe più sana delle altre bibite non alcoliche ad alto contenuto di zuccheri. Supportano l'affermazione di salubrità facendo riferimento al livello relativamente basso di zuccheri, sodio e additivi che migliorano il sapore, l'assenza di fosforo o di un agente stabilizzante, mentre sono presenti sia calcio che magnesio. Il sito Web del marchio fornisce ulteriori indicazioni sulla salute e suggerisce che il calcio è necessario per ossa, denti, nervi e muscoli, e vi vengono supportate le proprietà del magnesio, che sarebbe ottimo per contrastare il senso di fatica e apatia.

## Nella cultura di massa
Nel 2007, il giornalista tedesco Henning Sußebach coniò il neologismo tedesco Bionade Biedermeier, una parola macedonia composta dai termini "Bionade" e "Biedermeier", un movimento artistico dell'Europa centrale perdurato dal 1815 al 1848. Bionade-Biedermeier sarebbe il corrispettivo in lingua tedesca dei termini anglofoni LOHAS (Lifestyles of Health and Sustainability) e Bobo (bohémien borghesi). La parola, che avrebbe ricevuto una significativa risonanza mediatica, ha dato origine a diverse parole simili con lo stesso significato fra cui Bionade-Bourgeoisie, Biohème e Generation Biedermeier. Il neologismo fu utilizzato per la prima volta in un articolo del Die Zeit dedicato allo stile di vita del quartiere berlinese di Prenzlauer Berg, area che fu definita un "campo sperimentale dedicato a una Nuova Germania" e un "biotopo per persone ricche e creative nonché giovani professionisti urbani". Ad esempio, la frase Coscienza sociale nella Bionade-Biedermeier, è stata usata in varie circostanze per descrivere vari film e alcune tendenze sociali in Germania.